# Forêt d'Alice Holt
La forêt d'Alice Holt (anglais : Alice Holt Forest) est une forêt royale du Hampshire, à 5 km au sud de Farnham, dans le Surrey. Cette ancienne chênaie était particulièrement réputée pour la qualité de son bois dans les chantiers navals de la Royal Navy aux XVIIIe et XIXe siècles. Elle est aujourd'hui surtout riche en conifères. La Commission des forêts du Royaume-Uni a pris en charge l'exploitation de ce massif en 1924, et l'ancienne maison de chasse d'Alice Holt Lodge abrite depuis 1946 un centre de recherche. La forêt fait désormais partie du parc national des South Downs, créé le 31 mars 2010, et occupe la pointe nord du parc.

## Toponymie
On pense que la première partie du nom, Alice, dérive d'Ælfsige, évêque de Winchester en 984, dont le diocèse possédait des droits sur la forêt et gérait la forêt pour le compte de la Couronne d'Angleterre. Le nom aurait été corrompu pour devenir Alfsiholt, terme que l'on retrouve dans des sources antérieures à la conquête normande (puis de nouveau en 1169), puis Alfieseholt (1242), Halfyesholt (1301), Aisholt (1362-63) et enfin Alice Holt en 1373. La fin du nom est un mot vieil anglais : holt signifie bois ou fourré à essence unique.
On a proposé d'autres étymologies, plus ou moins plausibles : Alice serait une corruption du vieil anglais alor (« très ancien »), ou ysel (« cendres » [d'un foyer]). Sur les cartes d’État-major (Série n° 1, feuille 8 de mai 1816), la forêt est désignée comme Alder Holt Wood .

## Géologie et écologie

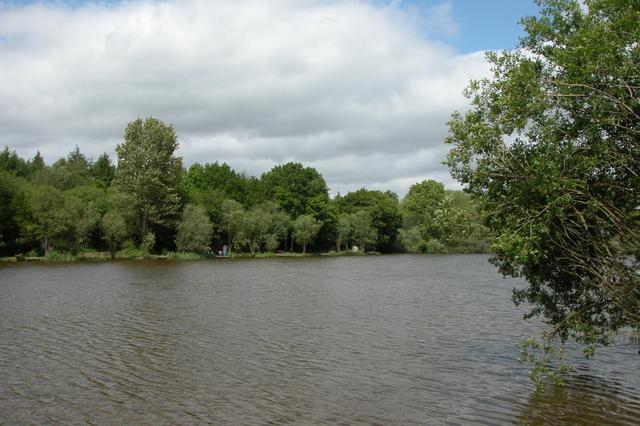
L'étang de Lodge Pond, dans la forêt d'Alice Holt.

La forêt se trouve dans le Weald occidental et s'étend à travers un vallon de l'argile du Gault, encadré par la crête crayeuse séparant Farnham et Alton et les collines gréseuses (sable vert) ou hangers (du vieil anglais hangra, « bois en pente ») des alentours de Binsted. Elle recouvre un plateau peu élevé aux coteaux pentus, où des dépôts du Pléistocène et de vestiges de la terrasse alluviale pré-glaciaire de la proto-Wey, recouvrent l'argile saturée du Gault.
Alice Holt Forest a très longtemps été réputée pour ses chênes, qui plongeaient leurs racines dans les épais bancs argileux du Gault. Au XVIIIe siècle, un célèbre naturaliste qui résidait à Selborne, Gilbert White, opposait Alice Holt à la forêt voisine de Woolmer en ces termes : « Bien que ces deux forêts ne soient séparées l'une de l'autre que par une bande étroite de bocage, on ne peut trouver deux sols plus différents ; car celui du Holt est un limon savonneux, couvert d'une herbe drue, et abondant de chênes aux troncs bien développés ; alors que Woolmer n'est qu'une étendue de sable famélique, couverte de bruyère et de fougères... et ne compte pas un seul arbre'. »
C'est aujourd'hui principalement une forêt de résineux. Selon la Commission Forestière, le parc s'étend aujourd'hui sur 851 ha plantés essentiellement de pin laricio, mais conservant quelque 140 ha de chênes (plantés en 1815). Quelques arbres de haute futaie ont été réintroduits dans le cadre d'un programme de régénération.

## Archéologie et histoire

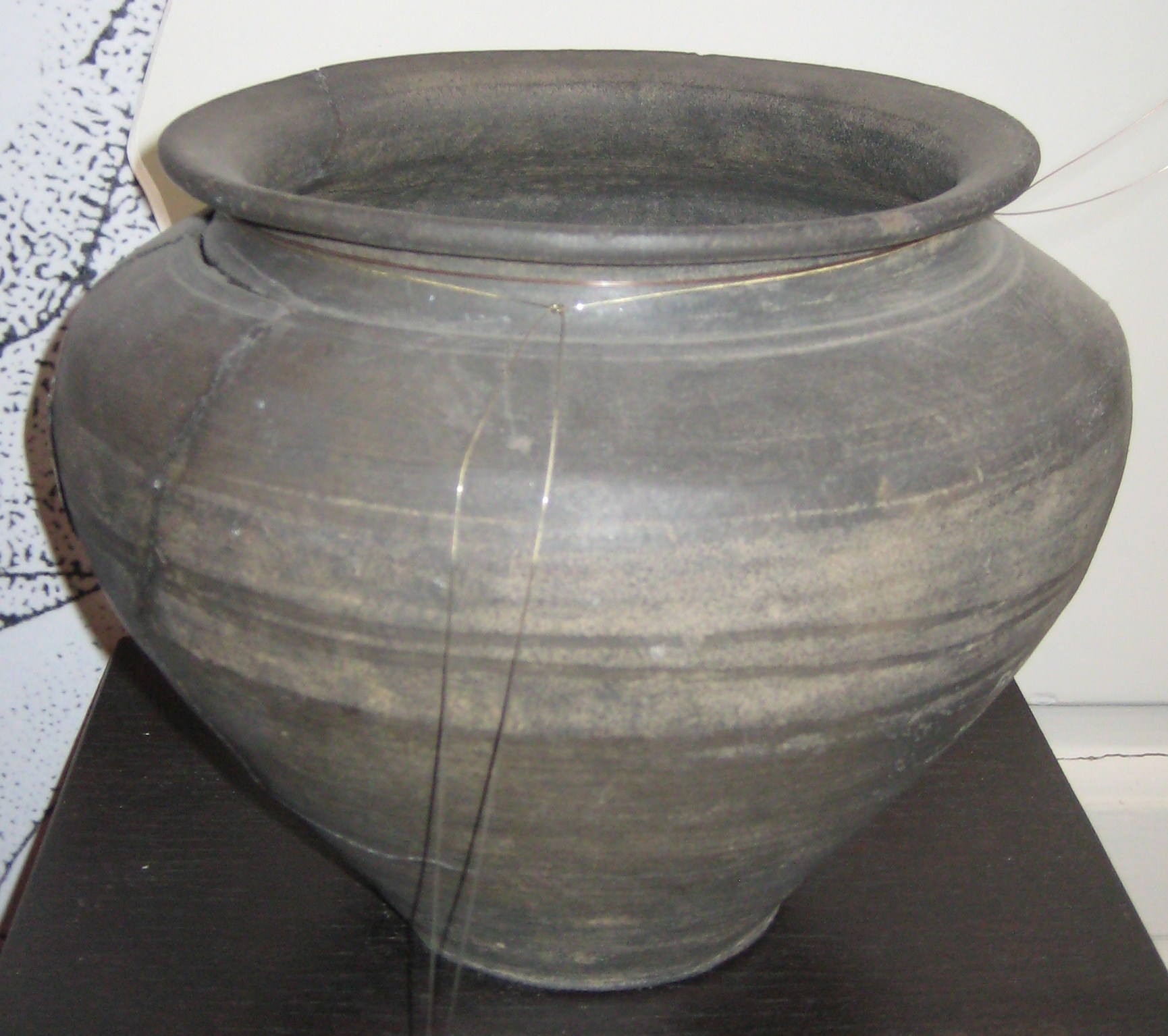
Urne cinéraire romaine de la manière d'Alice Holt (II), mise au jour près de la gare de Farnham en 1902.

Des vestiges d'outillage paléolithique témoignent de la fréquentation de la région par des chasseurs préhistoriques au cours des interglaciaires, mais la forêt, telle que nous la connaissons aujourd'hui, ne s'est formée qu'au cours de la période atlantique, lors des épisodes chauds et humides qui ont suivi le retrait des derniers glaciers de Grande-Bretagne, il y a 7 000 ans. Quelques rares silex mésolithiques attestent que des tribus de chasseurs-cueilleurs ont chassé dans cette forêt, mais malgré quelques tumulus de l'Âge du fer, elle est restée inhabitée jusqu'à l'occupation romaine, sans doute parce qu'impropre à l'agriculture.
Plusieurs fours de potier et leurs puits d'argile, qui datent de l’occupation romaine, ont été retrouvés. Un amateur d'histoire locale, le commandant A.G. Wade, a entrepris quelques recherches superficielles dans les années 1930 et 40, mais les fouilles les plus importantes ont été menées par Malcolm Lyne et Rosemary Jefferies dans les années 1970. Elles ont montré que cette forêt et ses environs était l'un des principaux centres de production de céramiques domestiques en Bretagne Romaine, puisqu'elle fournit plus de 60 % des céramiques retrouvées dans les fouilles menées à Staines et Londres ; elle circulait dans tout le sud-est de l'Angleterre tout au long de la période allant de 60 apr. J.-Chr. jusqu'au début du Ve siècle, qui marque l'interruption de l'industrie céramique.  Alice Holt a donné son nom à un type de poterie de la période romaine, qui se caractérise par une teinte grise, un aspect gréseux et l'absence d'ornementation,.
La forêt, comme celle, voisine, de Woolmer, devint une forêt royale à partir de Guillaume le Conquérant. Au Moyen Âge, les forêts d'Alice Holt et de Woolmer, séparées seulement par une prairie et un étroit bocage, étaient confondues en une seule terre, ayant toujours été administrées par un seul métayer depuis des temps immémoriaux,, et on les désignait en effet comme  Royal Forest of Alice Holt and Woolmer.
Tout au long du Moyen Âge, la présence de cerfs et de daims y est attestée mais le premier recensement ne date que de 1635, et il établit que la surface totale des bois est de 6 270 ha; la situation n'évolua guère jusqu'au recensement suivant, en 1790, mais alors 2 751 ha avaient été vendus.
Après 1770, les forêts d'Alice Holt et de Woolmer furent intensément exploitées pour fournir du bois de charpente aux arsenaux de la Royal Navy, malgré le manque d'entretien du massif au cours des décennies précédentes et l'âge des sujets. La charge de Lieutenant général de la Forêt fut supprimée en 1811 et remplacée quatre ans plus tard par l'Office of Woods, qui entreprit un programme massif de replantation de chêne sur 650 ha d’Alice Holt. Les rôles de chargement de bois durant les guerres napoléoniennes indiquent que les grumes n'étaient pas expédiées à Portsmouth, le port le plus proche, mais à 16 km dans l'arrière-pays pour être chargés ou flottés sur la Wey à Godalming, dans le Surrey, jusqu'aux docks de la Tamise à Londres.
La plupart des chênes plantés en 1815 étaient encore debout 100 ans plus tard, mais ils furent abattus en grande quantité au cours de la Première Guerre mondiale. Ces chênes ont été remplacés par des conifères dès l'Entre-deux-guerres, mais le mouvement s'est accéléré au cours de la Seconde Guerre mondiale.

## Attractions
La forêt est, de toutes celles gérées par la Commission Forestière, l'une des plus fréquentées, avec plus de 290 000 promeneurs chaque année. Les infrastructures d'accueil comportent un café, des espaces de jeux pour les enfants, une location de vélos, et plus de 12 km de chemins et pistes cyclables. Tous les samedis, une course de 5 km est organisée par Parkrun, et rassemble environ 230 compétiteurs. L'équitation peut se pratiquer sur une partie du massif forestier.